# Jet Black (musicien)
Pour les articles homonymes, voir Jet Black et Black.
Jet Black, né le 26 août 1938 à Ilford (Essex) et mort le 6 décembre 2022, est le batteur du groupe britannique The Stranglers dont il est aussi le cofondateur avec Hugh Cornwell.
Sa carrière discographique se confond avec celle des Stranglers, seul groupe professionnel dont il a fait partie. À partir de 2007, de sérieux ennuis de santé le contraignent à espacer ses activités scéniques. Son style doit autant au jazz qu'au rock.

## Biographie

### Enfance et jeunesse
Jet Black, de son vrai nom Brian John Duffy, est né le 26 août 1938 à Ilford (Essex). Il est le fils d'un professeur d'origine irlandaise et d'une mère au foyer. Il connaît une enfance difficile au sein d'un foyer désuni et souffre de crises d'asthme qui l'empêchent de suivre une scolarité normale. Il démarre son éducation musicale très jeune par des leçons de piano puis de violon. À l'adolescence, il monte un groupe de swing où il tient la clarinette, avec des copains de son âge (le rock n'existe pas encore !). Mais très vite, il se découvre une passion pour la batterie et finit par prendre la place du batteur du groupe. À la même époque, il entreprend des études de menuisier/ébéniste tout en continuant à jouer en semi-professionnel dans son groupe. Mais, son apprentissage fini, il n'ose pas franchir le pas vers une carrière de musicien professionnel dans le jazz, en partie parce qu'il ne se sent pas à la hauteur et refuse également d'embrasser celle de menuisier par crainte d'avoir à obéir à un patron.

### De Brian Duffy, entrepreneur
Jet se lance donc dans les affaires tout en continuant à jouer de temps en temps. Au bout de quelques années de boulots divers, il déménage à Guildford (Surrey) où il ouvre trois commerces : un magasin de spiritueux, une société de vente de kits de brassage et une activité de vente de glaces ambulante. Pour exercer cette dernière, il acquiert plusieurs fourgons aménagés dont l'un servira de moyen de transport au groupe jusqu'en 1977. En 1972, il est marié mais son couple bat de l'aile. À la suite du départ de sa femme, il décide de reprendre la musique, se rachète un kit et commence à chercher d'autres musiciens en passant des petites annonces dans le Melody Maker. C'est vers cette époque qu'il choisit d'adopter un pseudonyme après avoir souffert, comme Jean-Jacques Burnel, de moqueries à l'école qui tournaient autour de son nom. Brian Duffy devient Jet Black.

### À Jet Black, batteur

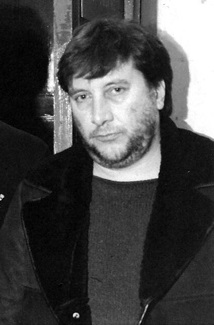
Jet Black en 1985.

Les musiciens qu'il auditionne pendant plus d'un an se révèlent être insuffisamment ambitieux ou intéressés uniquement par l'argent. Finalement, fin 1973-début 74, il répond à l'annonce du groupe Johnny Sox qui cherche un batteur pour remplacer celui qu'ils viennent de perdre. La première impression qu'il a du groupe n'est pas très bonne : ils vivent dans un squat, ont besoin de répétitions avant de pouvoir donner des concerts et le chanteur est tout simplement atroce. Mais le groupe a des chansons intéressantes et Jet leur propose de les héberger chez lui, à Guildford, pour travailler. Il finit par réaliser que l'élément intéressant du groupe, c'est Hugh Cornwell, et se débarrasse du chanteur, bientôt suivi par le bassiste. Resté seul avec Jet qu'il connait à peine, Hugh recrute JJ Burnel et à trois, ils forment les Stranglers (ou Guildford Stranglers comme ils se nomment dans les premiers temps).

### Problèmes de santé
De santé relativement fragile, Jet a dû laisser sa place, à de nombreuses reprises, à des remplaçants : Robert Williams (Captain Beefheart) qui prend sa suite au pied levé en 1987, sur la tournée américaine, Rat Scabies (Damned) à la suite d'une intoxication respiratoire survenue lors d'un concert en 1992, Keith Tobe et Tim Bruce sur les tournées américaine et européenne 1993 après que Jet se soit blessé en jardinant, son technicien, Ian Barnard, sporadiquement entre 2007 et 2012. En mars 2012, il est pris d'un malaise lors de la balance d'un concert à Oxford et doit être hospitalisé d'urgence. L'année suivante, c'est un jeune batteur Jim McCauley qui prend sa place sur la majorité des tournées, Jet n'intervenant plus que sur quelques chansons, lors de quelques concerts en Grande-Bretagne. Les problèmes de santé de Jet menacent dès lors la survie du groupe comme l'explique JJ Burnel en 2015 : « Ce n'est pas encore un problème parce que Jet est encore très impliqué dans le groupe, il enregistre et est très actif en coulisses. Mais mon opinion, c'est que quand Jet sera complètement hors du groupe, on arrêtera. Jet lui-même voudrait qu'on continue. Il prépare Jim et essaie de me persuader de continuer. Mais je dois encore être convaincu. »

## Œuvre musicale

### Formation et influences
Le premier amour de Jet est pour le jazz, une musique qu'il ose à peine aborder dans sa jeunesse, persuadé que seuls les batteurs virtuoses peuvent faire carrière. Puis il réalise dans les années 1970 que la pratique de la musique est devenue plus abordable, grâce au rock : « Ça m'a soudain frappé que ce que j'écoutais, comparé à la musique de mes jeunes années, appartenait à un autre univers. Ce n'était pas la vieille recherche ennuyeuse de virtuosité inutile. C'était une musique innovante, maligne et excitante, une musique que tout le monde pouvait jouer. Quelque part, j'avais pris la décision stupide d'abandonner la musique au pire moment possible. Au moment précis où la musique contemporaine allait subir une révolution. »
Il voue une grande admiration à Buddy Rich mais son maître à penser musical est le pianiste et chef d'orchestre Count Basie : « J'avais l'habitude d'écouter le plus grand batteur du monde, Buddy Rich qui est l'inventeur des techniques modernes de jeu. Le problème avec Buddy Rich, c'est que son groupe, c'était de la merde parce qu'il était bâti sur la batterie. C'est bien si tu veux en écouter mais j'ai atteint un point dans ma vie où ce que je veux, c'est des chansons et de la bonne musique. L'homme qui a eu la plus grande influence sur ma manière d'appréhender la musique, c'est Count Basie qui jouait du piano dans des orchestres de 25-30 personnes. Il était assis derrière son piano, toute la nuit et, au milieu d'une chanson, il faisait "ding" et tout le monde attendait ce moment. Il avait compris que tout ce dont on avait besoin, c'était un moment magique et il pouvait faire une, deux ou trois notes dans une chanson, c'était à vous couper le souffle. Ça m'a amené à penser que tout ce que le batteur devrait faire avec de la bonne musique, c'est réduire son rôle à quelque chose de simpliste, de manière que la batterie enjolive la musique et n'essaie pas de la détruire en étant excessive. »

### Style musical
Cette conviction que le batteur doit se mettre au service de la musique le pousse donc à s'adapter au style de la chanson : de la simplicité de Grip au martèlement de The Man They Love to Hate, en passant par la touche jazzy de Golden Brown ou par l'originalité de Genetix. Il démarre, sur les premiers albums, avec un style qu'il qualifie lui-même de basique avant d'évoluer vers des motifs un peu plus compliqués sous l'influence de Hugh Cornwell et du travail que celui-ci a effectué, en compagnie de Robert Williams, sur son album solo, Nosferatu (1979). Le fait qu'il ait entamé sa carrière professionnelle sur le tard ne l'a jamais empêché de s'intéresser aux évolutions technologiques de son métier. Dans les années 80, en particulier, il expérimente les boucles enregistrées de batterie sur l'album The Gospel According to the Meninblack puis essaie les premiers pads électroniques sur l'album Feline avant de se mettre à programmer ses parties de batterie à partir de l'album Aural Sculpture.
Le journaliste John Robb qualifie son style d' « imaginatif, original et innovant, combinant un côté sans complaisance avec une touche jazz ». Martin Rushent qui a produit les trois premiers albums des Stranglers parle ainsi de sa technique : « C'était un solide batteur de rock avec une touche très légère mais qui établissait le groove. Il n'était pas de ces batteurs tout en bras - Jet faisait le moins d'efforts physiques possible tout en gardant un bon son - ainsi, il pouvait jouer toute la nuit. C'était une sorte de Charlie Watts, vraiment. »

### Matériel

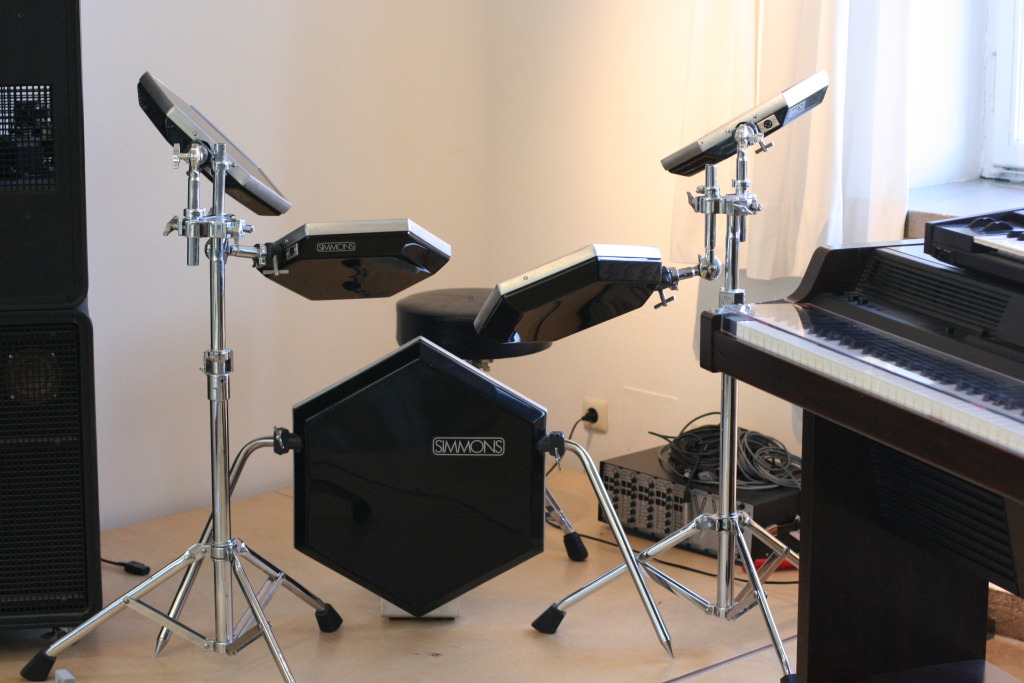
Des pads de marque Simmons semblables à ceux utilisés sur Feline

Avec un brin de provocation, Jet explique que quand on lui demande quel type de batterie il utilise, il répond : une noire. « La raison pour cela - et c'est seulement en partie une blague - est que pour moi, ce n'est pas très important sur quelle batterie on joue parce que ces jours-ci, la majorité de ce qu'entend le spectateur provient de la table de mixage et de l'électronique qui contrôle le son. Si j'avais un kit de batterie fait de boites en carton, ça ne sonnerait sans doute pas pire qu'avec un vrai kit. Je connais plein de batteurs qui passent beaucoup de temps à parler de leur équipement, ce que je ne fais jamais parce que pour moi c'est totalement sans importance. C'est ce que je fais avec en relation avec la chanson qui est intéressant pour moi, pas les fûts sur lesquels je tape. » La conséquence, c'est qu'il a voyagé de marque en marque tout au long de sa carrière : pour les fûts, il a utilisé successivement les marques Gretsch et Ludwig (1977), Promuco (1980), Sonor (1986), Evans (aujourd'hui) ; en ce qui concerne les cymbales il a été plus fidèle, notamment aux marques Zildjian et Paiste . Il a utilisé très longtemps des baguettes Promuco et a même été endorsé par la marque britannique.

## Autres rôles dans le groupe
Outre qu'il a permis au groupe de survivre pendant les premiers temps en le finançant sur ses deniers, Jet a aussi joué un rôle de manager en s'occupant notamment de chercher des concerts. Dans les premiers temps, cela n'allait pas sans mal, comme Hugh Cornwell l'a raconté dans son autobiographie : « Moi ou Jet téléphonions à un agent et lui demandions quel genre de groupe il cherchait. Si c’était un groupe de country, l’autre téléphonait dix minutes après en prétendant que nous étions un groupe de country. L’agent était toujours content et nous accordait un concert à l’essai. Le soir du concert, nous jouions notre répertoire habituel, après quoi le propriétaire de la salle nous payait, pensant que l’agent s’était trompé. »
À partir du moment où il a repris en main le SIS (Stranglers Information Service), en 1979, il s'est occupé en parallèle du merchandising ; il a également été le premier éditeur du volume II du fanzine du groupe Strangled, avant de céder la place à son frère. Il a écrit un compte-rendu de l'incident survenu à Nice, en 1980, quand les Stranglers avaient été arrêtés (après un concert qui avait mal tourné ) et détenus pendant une semaine. Une première version a été publiée par le SIS, en 1981, sous le titre Much Ado about Nothing ; elle a été rééditée en 2011 par Coursegood, sous le titre Seven Days in Nice.
Il est également devenu l'archiviste du groupe en collectionnant les coupures de presse, ce qui se révélera fort utile au moment d'écrire la biographie officielle du groupe en 1997.

## Discographie
La discographie de Jet se confond avec celle des Stranglers : il est présent sur tous les albums studio et live du groupe.
Appelé à la rescousse par JJ Burnel qui le produit, il joue également sur le premier et unique album de Taxi Girl, Seppuku (1981), en remplacement du batteur originel, Pierre Wolfsohn, qui vient de mourir d'une overdose.
En 1985, il enregistre un 45 tours avec Chris Twomey, auteur d'une biographie des Stranglers en 1992 et fan du groupe, sous le nom de A Marriage of Convenience. La face A, My Young Dreams, est une vieille chanson qu'il a co-écrite et qui n'avait jamais été enregistrée par les Stranglers.